# Prémios do Cinema Europeu de 1998
A 11ª Edição dos Prémios do Cinema Europeu (em inglês: 11th European Film Awards) foi apresentada no dia 4 de dezembro de 1998, por Mel Smith e Carole Bouquet. Esta edição ocorreu em Londres, Reino Unido.

## Vencedores e nomeados
A cor de fundo       indica os vencedores.

### Melhor filme
| Filme                  | Título no Brasil         | Título em Portugal       | Diretor/Realizador | Produção (país) |
| ---------------------- | ------------------------ | ------------------------ | ------------------ | --------------- |
| La vita è bella        | A Vida É Bela            | A Vida É Bela            | Roberto Benigni    | Itália          |
| The Butcher Boy        | Nó na Garganta           | O Rapaz do Talho         | Neil Jordan        | Irlanda         |
| Carne trémula          | Carne Trêmula            | Em Carne Viva            | Pedro Almodóvar    | Espanha         |
| Festen                 | Festa de Família         | A Festa                  | Thomas Vinterberg  | Dinamarca       |
| La Vie rêvée des anges | A Vida Sonhada dos Anjos | A Vida Sonhada dos Anjos | Érick Zonca        | França          |
| Lola rennt             | Corra, Lola, Corra       | Corre, Lola, Corre       | Tom Tykwer         | Alemanha        |
| My Name Is Joe         | Meu Nome É Joe           | O Meu Nome É Joe         | Ken Loach          | Reino Unido     |

### Melhor ator
| Ator            | Nacionalidade (país) | Filme           | Título no Brasil | Título em Portugal |
| --------------- | -------------------- | --------------- | ---------------- | ------------------ |
| Roberto Benigni | Itália               | La vita è bella | A Vida É Bela    | A Vida É Bela      |
| Javier Bardem   | Espanha              | Carne trémula   | Carne Trêmula    | Em Carne Viva      |
| Peter Mullan    | Reino Unido          | My Name Is Joe  | Meu Nome É Joe   | O Meu Nome É Joe   |
| Ulrich Thomsen  | Dinamarca            | Festen          | Festa de Família | A Festa            |

### Melhor atriz
| Atriz                          | Nacionalidade (país) | Filme                  | Título no Brasil         | Título em Portugal       |
| ------------------------------ | -------------------- | ---------------------- | ------------------------ | ------------------------ |
| Élodie Bouchez Natacha Régnier | França · Bélgica     | La vie rêvée des anges | A Vida Sonhada dos Anjos | A Vida Sonhada dos Anjos |
| Dinara Drukarova               | Rússia               | Pro urodov i lyudey    |                          |                          |
| Annet Malherbe                 | Países Baixos        | Kleine Teun            | O Pequeno Tony           |                          |

### Melhor argumentista/roteirista
| Argumentista/Roteirista       | Nacionalidade (país) | Filme                 | Título no Brasil    | Título em Portugal       |
| ----------------------------- | -------------------- | --------------------- | ------------------- | ------------------------ |
| Peter Howitt                  | Reino Unido          | Sliding Doors         | De Caso com o Acaso | Instantes Decisivos      |
| Agnès Jaoui Jean-Pierre Bacri | França               | On connaît la chanson | Amores Parisienses  | É Sempre a Mesma Cantiga |
| Lars von Trier                | Dinamarca            | Idioterne             | Os Idiotas          | Os Idiotas               |
| Alex van Warmerdam            | Países Baixos        | Kleine Teun           | O Pequeno Tony      |                          |

### Melhor diretor de fotografia
| Diretor de fotografia | Nacionalidade (país) | Filme                  | Título no Brasil | Título em Portugal      |
| --------------------- | -------------------- | ---------------------- | ---------------- | ----------------------- |
| Adrian Biddle         | Reino Unido          | The Butcher Boy        | Nó na Garganta   | O Rapaz do Talho        |
| Thierry Arbogast      | França               | Crna mačka, beli mačor |                  | Gato Preto, Gato Branco |
| Dany Elsen            | Países Baixos        | Le nain rouge          |                  |                         |
| Joseph Vilsmaier      | Alemanha             | Comedian Harmonists    |                  |                         |

### Melhor documentário
- Claudio Pazienza

### Filme revelação
| Filme                  | Título no Brasil         | Título em Portugal       | Diretor/Realizador | Produção (país) |
| ---------------------- | ------------------------ | ------------------------ | ------------------ | --------------- |
| Festen                 | Festa de Família         | A Festa                  | Thomas Vinterberg  | Dinamarca       |
| La Vie rêvée des anges | A Vida Sonhada dos Anjos | A Vida Sonhada dos Anjos | Érick Zonca        | França          |

### Prémio FIPRESCI
| Filme       | Título no Brasil  | Título em Portugal | Diretor/Realizador | Produção (país) |
| ----------- | ----------------- | ------------------ | ------------------ | --------------- |
| Bure baruta | Barril de Pólvora |                    | Goran Paskaljević  | Iugoslávia      |

### Melhor curta-metragem
| Curta-metragem | Diretor/Realizador | Produção (país) |
| -------------- | ------------------ | --------------- |
| Un jour        | Marie Paccou       | França          |

### Melhor filme não europeu
| Filme                | Título no Brasil                   | Título em Portugal        | Diretor/Realizador   | Produção (país) |
| -------------------- | ---------------------------------- | ------------------------- | -------------------- | --------------- |
| The Truman Show      | O Show de Truman: O Show da Vida   | A Vida em Directo         | Peter Weir           | Estados Unidos  |
| The Big Lebowski     | O Grande Lebowski                  | O Grande Lebowski         | Joel Coen            | Estados Unidos  |
| Boogie Nights        | Boogie Nights - Prazer Sem Limites | Jogos de Prazer           | Paul Thomas Anderson | Estados Unidos  |
| The Castle           | No Olho da Rua                     |                           | Rob Sitch            | Austrália       |
| Deconstructing Harry | Desconstruindo Harry               | As Faces de Harry         | Woody Allen          | Estados Unidos  |
| Saving Private Ryan  | O Resgate do Soldado Ryan          | O Resgate do Soldado Ryan | Steven Spielberg     | Estados Unidos  |

### Prémio especial
- Jeremy Irons

### Prémio de mérito europeu no Cinema Mundial
| Ator/atriz        | Nacionalidade (país) | Filme                     | Título no Brasil            | Título em Portugal          |
| ----------------- | -------------------- | ------------------------- | --------------------------- | --------------------------- |
| Stellan Skarsgård | Suécia               | Amistad Good Will Hunting | Amistad Gênio Indomável     | Amistad O Bom Rebelde       |
| Antonio Banderas  | Espanha              | The Mask of Zorro         | A Máscara do Zorro          | A Máscara do Zorro          |
| Pierce Brosnan    | Irlanda              | Tomorrow Never Dies       | 007 - O Amanhã Nunca Morre  | 007 - O Amanhã Nunca Morre  |
| Gérard Depardieu  | França               | The Man in the Iron Mask  | O Homem da Máscara de Ferro | O Homem da Máscara de Ferro |
| Emma Thompson     | Reino Unido          | Primary Colors            | Segredos do Poder           | Escândalos do Candidato     |
| Kate Winslet      | Reino Unido          | Titanic                   | Titanic                     | Titanic                     |

### Prémio do Público
O vencedor dos Prémios Jameson Escolha do Público foram escolhidos por votação on-line.

#### Melhor realizador/diretor
| Realizador/Diretor | Nacionalidade (país) | Filme    | Título no Brasil | Título em Portugal |
| ------------------ | -------------------- | -------- | ---------------- | ------------------ |
| Roland Emmerich    | Alemanha             | Godzilla | Godzilla         | Godzilla           |

#### Melhor ator
| Ator             | Nacionalidade (país) | Filme             | Título no Brasil   | Título em Portugal |
| ---------------- | -------------------- | ----------------- | ------------------ | ------------------ |
| Antonio Banderas | Espanha              | The Mask of Zorro | A Máscara do Zorro | A Máscara do Zorro |

#### Melhor atriz
| Atriz        | Nacionalidade (país) | Filme   | Título no Brasil | Título em Portugal |
| ------------ | -------------------- | ------- | ---------------- | ------------------ |
| Kate Winslet | Reino Unido          | Titanic | Titanic          | Titanic            |